# 毎日新聞出版
毎日新聞出版株式会社（まいにちしんぶんしゅっぱん、Mainichi Shimbun Publishing Inc.）は、日本の出版社。毎日新聞社の完全子会社。

## 概要
2015年（平成27年）4月1日に毎日新聞社が出版事業を分社化して設立された。毎日新聞社の全額出資会社で、所在地は発足当初は毎日新聞東京本社がある東京都千代田区一ツ橋一丁目1番1号パレスサイドビル内に所在していたが、同年9月24日、同区九段南の千代田会館（千代田区と中部日本放送が共同で所有するビル）に移転した。
2014年（平成26年）2月に設立された100%出資子会社の毎日新聞出版企画株式会社が、毎日新聞社から出版事業を引き継いだ形で、出版事業を独立した事業法人として運営することで、収益性と専門性を兼ね備えて機動性の高い経営を実現するために設立された。エコノミスト、サンデー毎日などの雑誌や書籍の他、電子書籍や電子雑誌などの発行を通して、新しい出版文化を創造していくとされる。いつまでもみずみずしい心を維持できるような出版物を世の中に出すために、「100歳までの幸福の追求」をモットーとしてスタートした。
2018年、文庫レーベル「毎日文庫」を創刊。既存の主要文庫レーベルとは異なり、当初から不定期刊行である（創刊ラインナップは、中村文則『あなたが消えた夜に』の1点）。2023年には5周年を迎え、書店でフェアを実施した。
また毎日新聞のグループに、出版・ポータルウェブサイトを運営するマイナビ（旧・毎日コミュニケーションズ。2015年10月1日付で、出版部門を「マイナビ出版」に委譲）があるが、毎日新聞社・毎日新聞出版との資本関係は低く、毎日新聞系の新聞・雑誌が掲載した記事他の出版化についても基本的に毎日新聞出版側のみで行っている。

### 各・新聞社の出版部門
21世紀に入り大手新聞社は、ほぼ出版部門を分離独立し会社にした。朝日新聞出版、日本経済新聞出版社（のち日経BP）、産経新聞出版、なお読売新聞社は中央公論新社である。

## 出版物

### 雑誌・定期刊行物
- サンデー毎日
- エコノミスト
- MMJ
- カー・アンド・ドライバー（日本版・2020年6月号以降）
- 大相撲中継：2017年5月からNHK G-Media 大相撲ジャーナルの発行元となり、現誌名となっている。
- 月刊Newsがわかる：小中学生向けのニュース解説。
- 佛教藝術
- 毎日新聞縮刷版（2015年4月号以後） 主に図書館や資料室向けに頒布
- 俳句αあるふぁ：季刊の俳句総合誌。2021年春号で休刊。

### 書籍レーベル
- μNOVEL（ミューノベル）[10]
- 毎日文庫